# Peter H. Vaupel
Peter H. Vaupel (* 31. Juli 1949 in Wuppertal) ist ein deutscher Sparkassenbetriebswirt und war Vorsitzender des Vorstandes der Stadtsparkasse Wuppertal.

## Leben
Vaupel machte ab 1966 eine Ausbildung zum Bankkaufmann und später eine Weiterbildung zum Sparkassenbetriebswirt. Bei der Stadtsparkasse übernahm er bei verschiedenen Filialen die Leitung und wurde in seiner Laufbahn Abteilungsdirektor des Kundencenters, Leiter des Vorstandssekretariates, stellvertretendes Vorstandsmitglied und ordentliches Vorstandsmitglied. Ab dem 1. Januar 2000 nahm er die Funktion des Vorsitzenden des Vorstandes ein. 2014 ging Vaupel in den Ruhestand, unter Vaupels Leitung hatte sich die Bilanzsumme der Stadtsparkasse um rund 30 Prozent erhöht.
Ehrenamtlich engagiert sich Vaupel als Vorsitzender des Fördervereins der Junior-Uni, zweiter Vorsitzender des Sauerländischen Gebirgsvereins Abteilung Wuppertal, Schatzmeister des  Vereins „Hilfe für Wuppertaler in Not“, des Vereins der Freunde der Wuppertaler Bühnen, der Konzertgesellschaft Wuppertal, des Stadtverbandes der Wuppertaler Bürger- und Bezirksvereine, des Fördervereins Herz- und Kreislaufforschung sowie als ehrenamtlicher Richter am Finanzgericht in Düsseldorf.
Am 2010 erhielt er die Ehrendoktorwürde des Fachbereichs Wirtschaftswissenschaft – Schumpeter School of Business and Economics der Bergischen Universität Wuppertal.
Privates
Peter Vaupel ist verheiratet und hat zwei Töchter, er lebt in Wuppertal-Ronsdorf